# Benjamin Conley
Benjamin Conley (Newark, 1º marzo 1815 – Atlanta, 10 gennaio 1886) è stato un politico statunitense.

## Biografia
Non molto è noto di Benjamin Conley. Imprenditore originario del New Jersey, si trasferì in Georgia tra il 1840 e il 1850 e fu coinvolto nella politica locale, divenendo sindaco di Augusta tra il 1857 e il 1859.
Durante la guerra di secessione, data la sua origine nordista, non si compromise mai con gli Stati Confederati d'America, per questo durante l'occupazione militare di Washington godette della fiducia dei vincitori, venendo eletto presidente del senato della Georgia post-bellica, nelle file dei repubblicani.
Alle improvvise dimissioni del governatore della Georgia Rufus Bullock nel 1871 Conley, come presidente del senato, gli succedette. Mancavano ancora nove mesi alla fine del mandato quadriennale di Bullock, ma la nuova maggioranza democratica forzò il passaggio di una risoluzione per indire elezioni speciali nello stesso 1871, al fine di lasciare Conley in carica il minor tempo possibile. Nonostante il governatore tentasse di applicare il veto alle proposte di legge democratiche, esse passarono comunque, così Conley e i repubblicani boicottarono le elezioni speciali del 1871, permettendo al candidato democratico James M. Smith di vincerle senza opposizione.
Dopo la fine del proprio mandato Conley si trasferì ad Atlanta, dove morì alcuni anni più tardi. Fu l'ultimo governatore repubblicano a detenere il governo della Georgia prima dell'elezione di Sonny Perdue nel 2002.